# Makedonski železnici
Makedonski železnici (en macédonien Македонски железници, c'est-à-dire « Chemins de fer macédoniens ») est la compagnie nationale de chemin de fer de la Macédoine du Nord. Sa raison sociale est Македонски железници Транспорт АД, soit « Société par actions des Chemins de fer macédoniens - Transport ».
Avant 2007, la compagnie était une entreprise publique et elle gérait l'ensemble du réseau ferroviaire et du matériel roulant de Macédoine. Depuis cette date, l'entretien du réseau est confié à Makedonski Železnici - Infrastruktura, et Makedonski železnici a été ouvert à la concurrence.
L'entreprise demeure pour le moment l'unique compagnie ferroviaire macédonienne, mais le réseau doit à terme être ouvert à d'autres compagnies privées.
Makedonski železnici exploite un réseau ferré de 699 km de long, dont 234 km de lignes électrifiées.

## Histoire
Le chemin de fer est apparu en Macédoine en 1873, avec l'ouverture de la ligne Thessalonique-Skopje, construite par les Chemins de fer d'Orient. Le réseau a été étendu pendant la fin du XIXe siècle et au début du XXe siècle. La République de Macédoine ne possède sa propre compagnie que depuis son indépendance. De la fin de la Seconde Guerre mondiale à 1992, le réseau ferré macédonien était géré et exploité par les Chemins de fer yougoslaves.
Après une décision gouvernementale prise le 8 mai 2007, les Chemins de fer macédoniens ont délégué la gestion des voies à Makedonski Železnici - Infrastruktura et le processus d'ouverture à la concurrence a été lancé, afin que la République de Macédoine se conforme aux décisions européennes.

## Lignes
Les Chemins de fer macédoniens exploitent 5 voies ferrées :
- La ligne de Tabanovtsé à Guevgueliya, qui traverse le pays du nord au sud, et fait partie de la ligne entre Belgrade et Thessalonique.
- La ligne de Kitchevo à Belyakovtsi, qui traverse le pays d'est en ouest. Sa prolongation vers la Bulgarie et l'Albanie est en projet.
- La ligne de Vélès à Kremenitsa, une ligne secondaire qui dessert le sud-ouest du pays.
- La ligne de Vélès à Kotchani, une ligne secondaire qui dessert l'est du pays.
- La ligne de Skopje à Volkovo, qui dessert des localités autour de Skopje puis se dirige vers le Kosovo.

La compagnie propose 7 lignes régulières , mais début 2023 , seuls 4 sont exploités :
- Skopje - Tabanovtsé (- Belgrade). Cette ligne dessert notamment Koumanovo, la troisième ville du pays. Quatre trains par jour dans chaque sens. Aucun train ne traverse la frontière, la liaison vers Belgrade est suspendue et aucun prolongement jusqu'à Presevo (première gare serbe située de l'autre côté de la frontière) n'est actuellement prévu.
- Skopje - Vélès. Huit trains par jour circulent dans chaque sens. C'est la section de ligne qui comporte le plus de trains par jour dans ce pays, de très loin.
- Skopje - Guevgueliya. Cette ligne emprunte le même parcours que la précédente mais descend jusqu'à la frontière grecque. Deux trains par jour dans les deux sens parcourent la ligne de bout en bout. La liaison vers Thessalonique est suspendue.
- Skopje - Kotchani. En 2022, un train par jour circulait dans chaque sens. Mais en 2023, aucun train passager ne circule, la liaison est suspendue pour une durée indéterminée. Cette ligne dessert notamment Vélès et Chtip.
- Skopje - Bitola. En 2022, 3 trains par jour dans chaque sens. Cette ligne dessert notamment Vélès et Prilep.
- Skopje - Volkovo (- Pristina). Depuis l'arrêt d'exploitation de l'Hellas Express, cette ligne de train était la seule qui proposait une liaison à l'international à raison d'un train par jour vers Pristina. Depuis 2021, plus aucun train ne circule, cependant des travaux de réfection de la voie sont en cours.
- Skopje - Kitchevo. L'unique aller-retour desservant notamment Tetovo et Gostivar, n'a pas été reconduit dans l'horaire de 2023, par conséquent là aussi la liaison est suspendue pour une durée indéterminée.

## Trafic
Au cours des années 2000, le trafic gobal (fret et passager) a diminué de 7 % en Macédoine.
Le trafic des passagers est passé de 176 millions de passagers-kilomètres en 2000 à 154 millions en 2009. Ce trafic représente 24 % du trafic total. Cette baisse s'explique par l'existence de réseaux d'autobus plus denses et aux passages plus fréquents.
À l'inverse, le trafic de fret a augmenté de 48 % entre 2000 et 2007 pour atteindre 778 millions de tonnes-kilomètres, et ensuite dégringoler en 2009. Il en résulte une diminution de 6 % sur l'intervalle 2000-2009. La chute du trafic en 2008 et 2009 est dû à la crise de l'industrie métallurgique, dont le transport ne représentait pas moins de 44,5 % des marchandises transportées avant la crise. Le trafic de fret reste dominé à 90 % par les échanges internationaux.

La décennie 2020 s'avère désastreuse pour la compagnie . Il n'y a plus aucun train passager en direction de l'international . Les confinements décidés par rapport au Covid ont fait lourdement chuter le trafic fret. La fermeture ensuite de la ligne Nis - Presevo en Serbie pour travaux a eu pour conséquence la déviation des rares trains de marchandises vers la Bulgarie. Début 2023, les uniques trains passagers journaliers parcourant les lignes Skopje-Kitchevo et Skopje-Kotchani ont été suspendus pour une durée indéterminé. Le 1er mars, du à un accident ferroviaire en Grèce, toutes les liaisons de ce pays ont été arrêtées, ce qui a pour conséquence indirecte la paralysie de l'unique axe ferroviaire international encore en fonction à ce moment-là, les très rares trains de marchandises en direction du pays ont été annulés. Début avril, la compagnie a loué aux chemins de fer Bulgare (BDZ) un engin pour analyser l'état d'une voie ferrée, en l'occurrence Skopje - Vélès. Il a été décidé, après contrôle, de réduire la vitesse des trains de 90 km/h à 20 km/h sur cet axe, rallongeant ainsi le temps de parcours.